# Norops vociferans
Norops vociferans este o specie de șopârle din genul Norops, familia Polychrotidae, descrisă de Myers 1971. Conform Catalogue of Life specia Norops vociferans nu are subspecii cunoscute.